# Ampelassistent
Der Ampelassistent oder Ampelphasenassistent (APHA) ist ein C-ITS-Dienst, welcher einem Nutzer Informationen über das zukünftige Schaltverhalten einer Lichtsignalanlage (LSA) zur Verfügung stellt. Der Datenaustausch erfolgt mit Hilfe der Kommunikationstechniken zur Verkehrsvernetzung (V2X-Kommunikation) oder direkt über Mobilfunk. Mit Hilfe der LSA-Informationen soll ein energieeffizientes und komfortables Fahrverhalten angeregt werden. Der Dienst beinhaltet die Anwendungen GLOSA (abgekürzt aus der englischen Bezeichnung Green Light Optimal Speed Advisory oder Green Light Optimized Speed Advisory) und Time-to-Green (englisch für „Zeit bis Grün“).
Die Anwendung GLOSA besteht aus den zwei Funktionen Grüne-Welle-Assistent und Verzögerungsassistent. Der Grüne-Welle-Assistent empfiehlt dem Nutzer eine optimale zulässige Geschwindigkeit, mit welcher möglichst viele LSA eines Streckenzuges ohne Halt passiert werden können. Mit dem Verzögerungsassistent wird der Nutzer darüber informiert, dass die nächste LSA nicht mehr rechtzeitig bei Lichtzeichen Grün erreicht werden kann.
Die Anwendung Time-to-Green zeigt dem Nutzer bei einem Halt an der LSA die Restzeit bis zum Signalwechsel an (Rot-Countdown). Der C-ITS-Dienst kann auf verschiedenen Systemen umgesetzt werden. Ein im Fahrzeug integriertes System wird von Audi betrieben und kann LSA-Informationen aus mehreren Städten in den USA und Europa nutzen. Eine Smartphone-Version, welche auch im Radverkehr nutzbar ist, wurde von der Firma GEVAS umgesetzt.